# Чагаровка
Чагаровка (укр. Чагарівка) — село в Чемеровецком районе Хмельницкой области Украины.
Население по переписи 2001 года составляло 182 человека. Почтовый индекс — 31651. Телефонный код — 3859. Занимает площадь 0,783 км². Код КОАТУУ — 6825285805.

## Местный совет
31651, Хмельницкая обл., Чемеровецкий р-н, с. Летава, ул. Островского, 66